# Ensenada Fauré
La ensenada Fauré es una ensenada cubierta de hielo que se encuentra en el lado sur de la península Monteverdi (y también es la única ensenada allí), en la parte sur de la isla Alejandro I de la Antártida. Fue descubierta y cartografiada por primera vez por Finn Ronne y Carl Eklund del Programa Antártico de Estados Unidos entre 1939 y 1941. El Comité de Topónimos Antárticos del Reino Unido le dio su nombre en 1977 en honor al compositor francés Gabriel Fauré.